# Il brigante
Il Brigante (em Portugal, O Brigão) é um filme italiano de 1961, dirigido por Renato Castellani (a partir de um romance de Giuseppe Berto, por sua vez inspirado em acontecimentos verídicos na Calábria), e com a participação de Francesco Seminario, Adelmo Di Fraia, Anna Filippini, Serena Vergano e Mario Ierard.

## Enredo
A história do filme decorre por altura da II Guerra Mundial, numa aldeia do sul de Itália. O protagonista, Michele Rende (Adelmo Di Fraia) é acusado injustamente de um assassínio e acaba por fugir. Com a libertação de Itália pelos aliados, regressa e encabeça a luta dos camponeses da aldeia pela distribuição das terras dos grandes proprietários. Entretanto envolve-se com Miliella (Serena Vergano), cujo irmão mais novo Nino Stigliano (Francesco Seminario) é um admirador entusiasta de Rende.

## Produção
Muitos dos atores do filme não eram famosos - Adelmo Di Fraia, por exemplo, que desempenhava o papel de Michel Rende, era pescador. A versão original do filme, exibida no Festival de Veneza tinha 180 minutos, mas a versão que depois foi distribuída no circuito comercial foi reduzida a 143 minutos (o corte de meia hora foi distribuído pelas várias cenas do filme, cortanto alguns minutos a cada uma, de forma que nenhuma passagem da narrativa foi suprimida). Apenas uma cópia na ASAC (Arquivos Históricos de Arte Contemporânea) terá restado da versão completa.

## Prémios
- 1961: Festival de Veneza - Renato Castellani (Prémio FIPRESCI)